# Зейн, Лиза
Элизабет Фрэнсис «Лиза» Зейн (англ. Elizabeth Frances "Lisa" Zane; 5 апреля 1961, Чикаго, Иллинойс, США) — американская актриса и певица.

## Биография
Родилась в Чикаго, штат Иллинойс. Её родители — Талия и Уильям Джордж Зейн — актёры и основатели медицинской технической школы. Оба родителя имеют греческие корни. Настоящая фамилия их семьи — «Zanetakos» превращена в англоязычный аналог «Zane». Лиза является старшей сестрой актёра Билли Зейна.

## Карьера
Первой ролью Зейн стала съёмка в 1989 году в фильме «Сердце Дикси». В том же году она снялась и в картине «Курс анатомии». Другими её работами стали роль Клэйр в фильме «Дурное влияние» 1990 года, роль Мэгги Бёрроуз в фильме «Фредди мёртв. Последний кошмар» 1991 года и роль гинеколога в фильме Cruel But Necessary 2005 года.
Зейн также исполняла много сценических ролей, включая Риту в пьесе «Прелюдия к поцелую» Крейга Лукаса и Клео в «Robbers» авторства Lyle Kessler. Её сценический дебют состоялся в адаптации Дэвида Мэмета пьесы «Вишнёвый сад» в театре Гудмана.
Зейн снялась в большом количестве телесериалов. С 1992 по 1993 год она играла роль Мелины Пэрос в сериале «Закон Лос-Анджелеса», а также Джо-Энн Мельтцер в Profit, Roar и Динотопии для канала Hallmark. Лиза озвучивала персонажа женщину-Халка в анимационной картине «Невероятный Халк». Также она озвучивала Шарли в «Мыши-байкеры с Марса». Зейн играла повторяющуюся роль Дианы Лидс в сериале «Скорая помощь» телеканала NBC.
Также Зейн участвовала во многих телешоу, включая Lifestories: Families in Crisis, «Миры внутри», «Справедливая Эми» и The Division. В 2006 году она сыграла роль в сериале «Закон и порядок».
Также Зейн является певицей и автором текстов, сотрудничая с лейблом BMG. В 2006 году в качестве одного из новых авторов песен года она была увековечена в Зале славы композиторов.

## Фильмография
| Год       |   | Русское название               | Оригинальное название              | Роль                         |
| --------- | - | ------------------------------ | ---------------------------------- | ---------------------------- |
| 1951-2011 | с | Зал славы Hallmark             | Hallmark Hall of Fame              | Рената                       |
| 1994—2009 | с | Скорая помощь                  | ER                                 | Дайана Лидс / Diane Leeds    |
| 1986-1994 | с | Закон Лос-Анджелеса            | L.A. Law                           | Мелина Парос                 |
| 1989      | ф | Сердце Дикси                   | Heart of Dixie                     | M.A                          |
| 1989      | ф | Большая медицина               | Gross Anatomy                      | Луанн                        |
| 1990      | ф | Дурное влияние                 | Bad Influence                      | Клэр                         |
| 1990-2010 | с | Закон и порядок                | Law & Order                        | София Кинер                  |
| 1990      | ф |                                | The Age of Insects                 |                              |
| 1990      | ф |                                | Pucker Up and Bark Like a Dog      |                              |
| 1991      | ф | Роковая женщина                | Femme Fatale                       | Элизабет / Синтия / Маура    |
| 1991      | ф | Фредди мёртв. Последний кошмар | Freddy's Dead: The Final Nightmare | Мегги Бероуз / Кэтрин Крюгер |